# Daichi Matsuyama
Daichi Matsuyama (jap. 松山 大地 Matsuyama Daichi; ur. 11 stycznia 1974) – japoński piłkarz występujący na pozycji pomocnika.

## Kariera klubowa
Od 1993 do 1996 roku występował w klubach Bellmare Hiratsuka i Consadole Sapporo.